# メガソフト
メガソフト（MEGASOFT Inc.）は日本のソフトウェアメーカーである。

## 概要
1983年にソフトウェアハウスメガソフトとして新大阪で創業し、翌1984年9月に株式会社として吹田市に設立した。2012年12月に本社を現在の北区の梅田センタービルに移転している。東京事務所は2025年6月、平河町に移転した。
業務用および個人向けのパソコンソフトウェアを中心に、スマートフォン・タブレット用アプリまで提供している。社名の由来は「より良いソフトウェアを100万（メガ）人に届ける」を創業以来、目標としていることによる。

## 主な開発製品およびサービス
空間デザインプレゼンテーションソフト
- 3Dアーキデザイナー
- 3DマイホームデザイナーPRO
- 3DマイホームデザイナーLS
- インテリアデザイナーNeo

オフィスデザイン・マネジメントソフト
- 3DオフィスデザイナーPRO
- 3DオフィスデザイナーLM

店舗系レイアウトソフト
- 厨房プランナー
- 3D飲食店プランナー
- 3D kitchen Planner
- 3D医療施設プランナー

倉庫レイアウトソフト
- 物流倉庫3D

高画質レンダリングソフト
- Optimage

Webフロアマップ開発モジュール
- Flomage

カスタマイズ商品
- イベントプランナー
- ユニットハウスプランナー

クラウドサービス
- 3Dプレイス
- イエクラウド

不動産広告作成ソフト
- 不動産チラシデザイナー

オリジナルイラスト作成ソフト
- 3Dイラストデザイナー

テキストエディタ
- MIFES

パソコンFAXソフト・FAXシステム
- STARFAX
- STARFAX Server SDK

モバイル向けアプリ
- 3Dプレイスビューア
- 3DイラストAR
- 敏腕マネージャー@野球部[注 1][3]
- Digital Photo Resizer
- なぞってリフォーム